# Бризон сент Еносент
Бризон сент Еносент (фр. Brison-Saint-Innocent) насеље је и општина у источној Француској у региону Рона-Алпи, у департману Савоја која припада префектури Шамбери.
По подацима из 2011. године у општини је живело 2164 становника, а густина насељености је износила 247,31 становника/km². Општина се простире на површини од 8,75 km². Налази се на средњој надморској висини од 288 метара (максималној 840 m, а минималној 228 m).

## Демографија
| 1962. | 1968. | 1975. | 1982. | 1990. | 1999. | 2011. |
| ----- | ----- | ----- | ----- | ----- | ----- | ----- |
| 881   | 1.056 | 1.125 | 1.223 | 1.445 | 1.864 | 2.164 |

График промене броја становника у току последњих година